# Iglesia de la ciudad de los sueños
La Iglesia de la ciudad de los sueños (en inglés: Dream City Church) es una iglesia evangélica pentecostal con sede en el distrito de Echo Park de Phoenix, Arizona, Estados Unidos. Ella está afiliada a las Asambleas de Dios. El pastor principal es Luke Barnett. 

## Historia

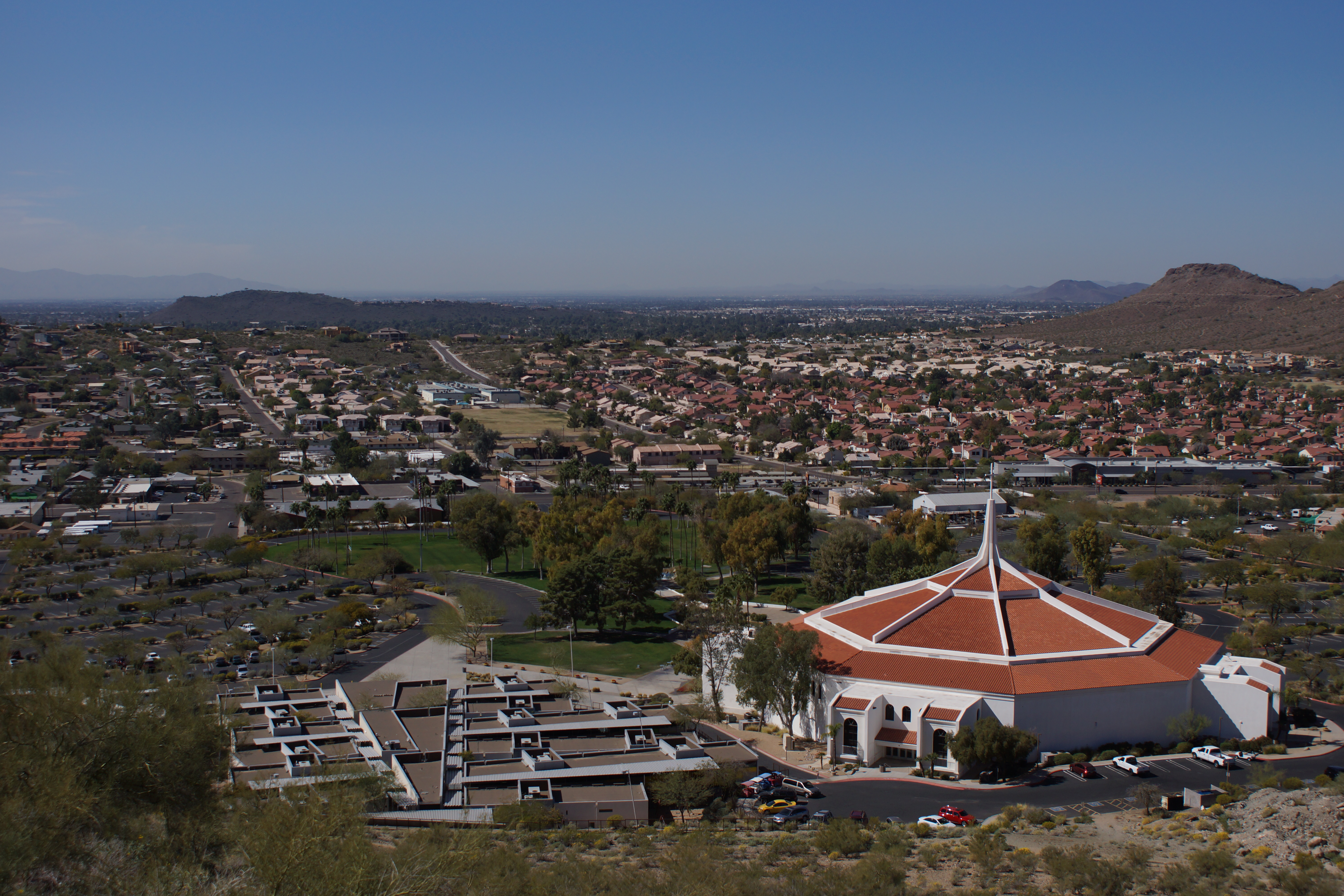
Campus de Dream City Church Phoenix

La iglesia fue fundada en 1923 bajo el nombre de Phoenix First Assembly.
En 1979, Tommy Barnett se convirtió en el pastor principal.
En 2011, Luke Barnett se convirtió en el pastor principal.
En 2011, la asistencia es de 10,000.
En 2013, la asistencia es de 22,500.
En noviembre de 2015, la iglesia abre un campus en Scottsdale, Arizona. En 2015, Phoenix First Assembly toma el nombre de Dream City Church.  En febrero de 2016, Community Church of Joy, una antigua iglesia luterana, en Glendale, Arizona se fusionó con Dream City Church. En 2023, había abierto 8 campus en diferentes ciudades.

## Dream Center
En 1994, la iglesia fundó el Dream Center, una organización que ofrece un banco de alimentos, ropas y  programas de asistencia a víctimas de desastres, víctimas de violencia doméstica, drogadicción y trata de seres humanos y presos.